# Тубаран (микрорегион)

Тубаран на карте.

Тубаран (порт. Microrregião de Tubarão) — микрорегион в Бразилии, входит в штат Санта-Катарина. Составная часть мезорегиона Юг штата Санта-Катарина. 
Население составляет 	374 859	 человек (на 2010 год). Площадь — 	4 643,408	 км². Плотность населения — 	80,73	 чел./км².

## Демография
Согласно сведениям, собранным в ходе переписи 2010 г. Национальным институтом географии и статистики (IBGE), население микрорегиона составляет:						
| Полное население                             | Полное население                             | Полное население                             | Полное население                             | 374 859 |
| -------------------------------------------- | -------------------------------------------- | -------------------------------------------- | -------------------------------------------- | ------- |
| в том числе:                                 | Городское население                          | 295 724                                      | Процент городского населения, %              | 78,89   |
|                                              | Сельское население                           | 79 135                                       | Процент сельского населения, %               | 21,11   |
|                                              | Мужское население                            | 185 494                                      | Процент мужского населения, %                | 49,48   |
|                                              | Женское население                            | 189 365                                      | Процент женского населения, %                | 50,52   |
| Плотность населения, чел/км²                 | Плотность населения, чел/км²                 | Плотность населения, чел/км²                 | Плотность населения, чел/км²                 | 80,73   |
| Население микрорегиона в % к населению штата | Население микрорегиона в % к населению штата | Население микрорегиона в % к населению штата | Население микрорегиона в % к населению штата | 6,00    |

## Статистика
- Валовой внутренний продукт на 2003 составляет 2 513 278 127,00 реалов (данные: Бразильский институт географии и статистики).
- Валовой внутренний продукт на душу населения на 2003 составляет 7128,03 реалов (данные: Бразильский институт географии и статистики).
- Индекс развития человеческого потенциала на 2000 составляет 0,814 (данные: Программа развития ООН).

## Состав микрорегиона
В составе микрорегиона включены следующие муниципалитеты: